# Will Wright (videójáték-tervező)
William Ralph Wright (Atlanta, 1960. január 20. –) amerikai videojáték-tervező, az egykori Maxis játékfejlesztő cég társalapítója, majd az Electronic Arts (EA) része. 2009 áprilisában elhagyta az EA-t, hogy a Stupid Fun Club Camp nevű szórakoztatóipari agytrösztöt vezesse, amelyben Wright és az EA fő részvényesek.
Az első számítógépes játék, amit Wright tervezett, a Raid on Bungeling Bay volt 1984-ben, de a SimCity volt az, ami ismertté tette. A játékot a Maxis adta ki, egy cég, amelyet Wright Jeff Braunnal alapított, és a játék számítógépes szimulációs témájára épített számos más címmel, köztük a SimEarth és a SimAnt címűekkel.
Wright eddigi legnagyobb sikerét a The Sims eredeti tervezőjeként aratta. A játék több folytatást, köztük a The Sims 2, a The Sims 3 és a The Sims 4 játékokat, valamint bővítményeket hozott létre, Wright pedig számos díjat érdemelt ki munkájáért. Legutóbbi munkája, a Spore 2008 szeptemberében jelent meg, amelynek játékmenete az evolúció és a tudományos fejlődés modelljén alapul. 2008-ban a játékból a megjelenést követő három hét alatt 406 000 példányt adtak el.

## Gyermekkora és oktatása
Gyermekkorában a játéktervezés iránti érdeklődése a kínai-japán stratégiai társasjátékkal, a Góval kezdődött. Ennek "egyszerű szabályrendszere" van, mégis "a benne lévő stratégiák annyira összetettek" Wright szerint, és őt "lenyűgözte az ötlet, hogy ilyen egyszerűségből komplexitás jöhet létre".
Miután 16 évesen leérettségizett a louisianai Baton Rouge-i Episcopal High Schoolban, beiratkozott a Louisianai Állami Egyetemre, majd két évvel később átiratkozott a Louisiana Tech Egyetemre-re. Kezdetben építészmérnöki, majd gépészmérnöki diplomát szerzett, majd a számítógépek és a robotika felé fordult. Kiválóan teljesített az őt érdeklő tantárgyakban - építészet, közgazdaságtan, gépészet, hadtörténelem és nyelvművészet. Korábbi álma az űrgyarmatosításról megmaradt, és ehhez csatlakozott a robotika iránti szeretete.
A Louisiana Tech-en eltöltött újabb két év után, 1980 őszén Wright a manhattani The New Schoolba ment. A Balducci's fölött, Greenwich Village-ben lakott egy lakásban, és szabadidejének nagy részét azzal töltötte, hogy a helyi elektronikai felesleg boltokban kereste a pótalkatrészeket. A New Schoolban töltött egy év után Wright diploma nélkül tért vissza Baton Rouge-ba, ezzel lezárva öt évnyi főiskolai tanulmányait.

## Karrier
Wright tinédzserként szívesen játszott olyan társas háborús játékokkal, mint a PanzerBlitz. Míg New Yorkban élt, vásárolt egy Apple II+-t. Azzal a szándékkal, hogy a Conway's Game of Life-ot megvalósítsa rajta, Wright megtanulta magától az Applesoft BASIC, Pascal és assembly nyelveket. Mivel mások, például Bill Budge és Nasir Gebelli már több Apple videójátékot készítettek, Wright úgy döntött, hogy az újabb Commodore 64-re fejleszt. Első játéka a Raid on Bungeling Bay (1984) című helikopteres akciójáték volt.
A Raid on Bungeling Bayben a játékos szigetek felett repül, miközben bombákat dobál. Wright úgy találta, hogy a Raid on Bungeling Bay pályaszerkesztőjével jobban szórakozott a szigetek létrehozásán, mint a játékon. Új játékot készített, amelyből később a SimCity lett, de nehezen talált kiadót. A játék strukturalista dinamikáját részben két építészeti és városelméleti teoretikus, Christopher Alexander és Jay Forrester munkája ihlette.

„Engem a tervezési folyamat és stratégiák érdekelnek. Az építész Christopher Alexander A Pattern Language című könyvében sok térbeli összefüggést formalizált a tervezés nyelvtanává. Nagyon szeretnék a komplex rendszerek nyelvtana felé dolgozni, és valakinek eszközöket bemutatni a komplex dolgok tervezéséhez.”

A The Timesnak adott interjújában Wright kifejezte meggyőződését, hogy a számítógépek kiterjesztik a képzeletet, és a "metabrain" megjelenését tételezi fel, kijelentve:

„Minden olyan emberi intézményes rendszer, amely valamennyi tagjának intelligenciájára támaszkodik, metabrain. Eddig nagy volt a súrlódás a metabrain neuronjai között; a technológia ezt a súrlódást óriási mértékben csökkenti. A számítógépek lehetővé teszik számunkra, hogy intelligenciánkat olyan módon egyesítsük, ami korábban soha nem volt lehetséges. Ha megnézzük a Spore-t, az emberek készítik ezeket a dolgokat, a számítógépek pedig összegyűjtik, majd eldöntik, hogy kinek küldjék el. A számítógép a közvetítő. Amit valójában felfedeznek, az emberek millióinak kollektív kreativitása. Az emberi intelligenciát egy olyan rendszerbe gyűjtik, amely sokkal erősebb, mint amilyennek a mesterséges intelligenciát gondoltuk.”

### Játéktervező

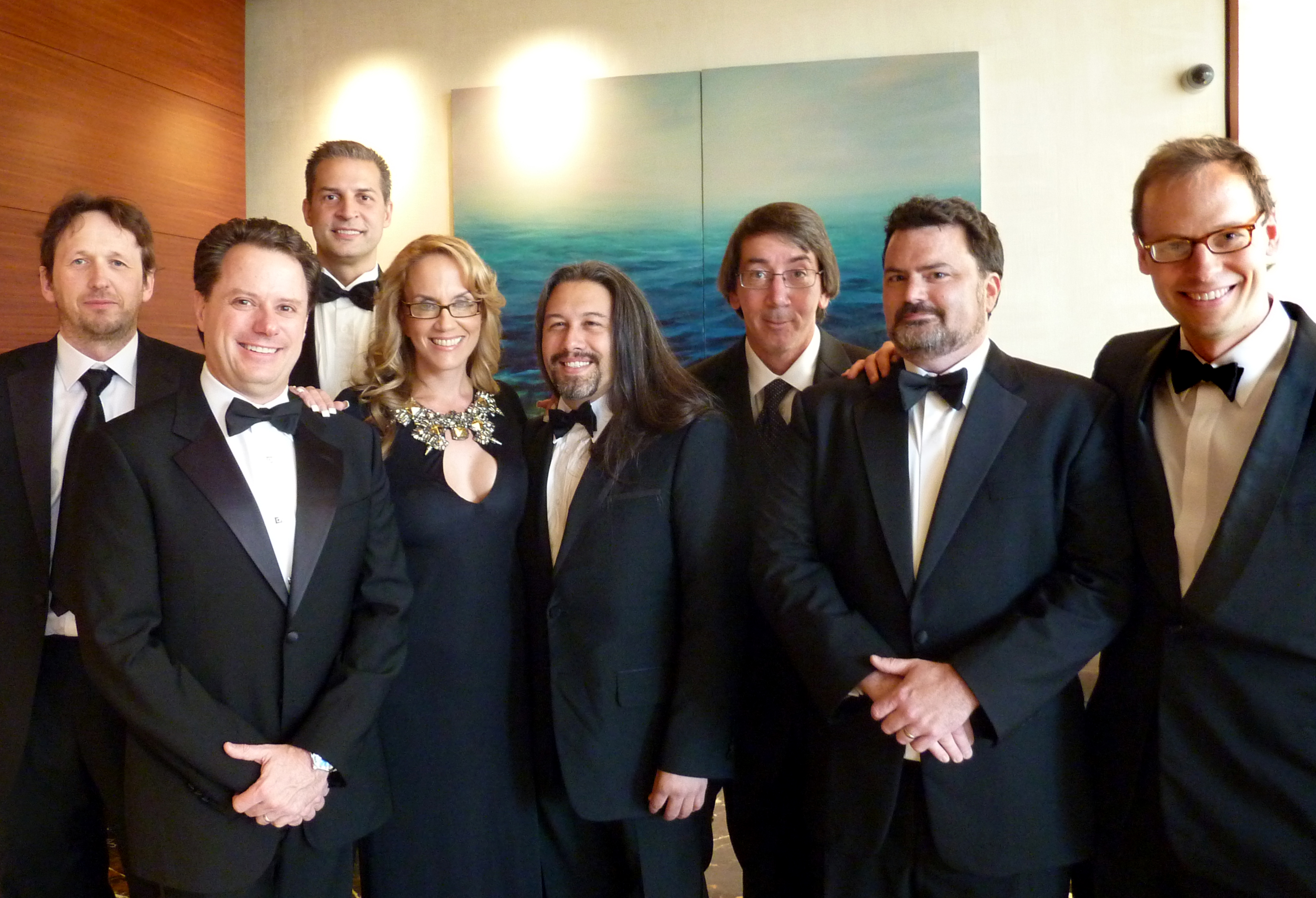
Wright és más játékfejlesztők egy Los Angeles-i BAFTA-rendezvényen 2011 júliusában. Balról: Rod Humble, Louis Castle, David Perry, Brenda Brathwaite, John Romero, Will Wright, Tim Schafer, Chris Hecker

Wright 1986-ban találkozott Jeff Braunnal, a számítógépes játékiparban érdekelt befektetővel egy olyan eseményen, amelyet Wright "a világ legfontosabb pizza partijának" nevezett. A következő évben együtt megalapították a Maxist a kaliforniai Orindában. A SimCity (1989) sikert aratott, és a valaha készült egyik legnagyobb hatású számítógépes játékként tartják számon. Wright maga is sokat szerepelt számos számítógépes magazinban - különösen a PC Gamerben, amely Wrightot az évente megjelenő "Game Gods" (játékistenek) című kiadványában olyan neves személyiségek mellett említette, mint Roberta Williams és Peter Molyneux.
A SimCity sikere után Wright tervezte a SimEarth (1990) és a SimAnt (1991) játékokat. Fred Haslammal közösen tervezte a SimCity 2000-et (1993), és időközben a Maxis más "Sim" játékokat is készített. Wright következő játéka a SimCopter (1996) volt. Bár egyik játék sem volt olyan sikeres, mint a SimCity, tovább erősítették Wright hírnevét, mint a "szoftverjátékok" tervezője - olyan játékok, amelyeket nem lehet megnyerni vagy elveszíteni, de korlátlanul lehet játszani. 1992-ben Wright a kaliforniai Walnut Creebe költözött.
Wright nagy érdeklődést mutat a komplex adaptív rendszerek iránt, és legtöbb játéka ezek köré épült, illetve az ezeket leíró könyvek (SimAnt: E.O. Wilson: A hangyák, SimEarth: James Lovelock Gaia-elmélete, SimCity: Jay Forrester: Urban Dynamics and World Dynamics, Spore: Drake's Equation és Powers of Ten) Wright szerepe a szimulációból játékká váló koncepciók fejlesztésében az, hogy a játékosokat képessé tegye az általa "lehetőségtereknek" nevezett "lehetőségek terének", vagyis egyszerű szabályoknak és játékelemeknek a létrehozásával, amelyek egy nagyon összetett tervezést tesznek lehetővé. Minden Maxis, és későbbi játék, amelynek tervezésében Wright is részt vett, ezeket a tervezési elveket követi..
A Maxis 1995-ben 38 millió dolláros bevétellel került a tőzsdére. A részvények értéke elérte az 50 dollárt részvényenként, majd csökkent, mivel a Maxis veszteséget könyvelt el. Az EA 1997 júniusában vásárolta meg a Maxist. Wright már az 1990-es évek eleje óta gondolkodott egy virtuális babaház készítésén, amely a SimCityhez hasonló, de az egyes emberekre összpontosított; miután az 1991-es oaklandi tűzviharban elvesztette otthonát, ihletet kapott arra, hogy az életének újjáépítésével kapcsolatos tapasztalatait játékká alakítsa. A The Sims alapja Wright otthonok építésére összpontosított volna, amely az első kézből származó inspirációból származott. Wright, még arra is ügyelt, hogy sok tűz legyen a játékban, amelyeket a játékosnak extra nehéz volt eloltania. Az olyan témák, mint az ácsmunka, a házépítés és a kertépítésre szoruló puszta, gyakoriak a játékban. Az eredetileg Home Tactics nevű építészeti tervezőjátéknak tervezett Wright ötlete megváltozott, amikor valaki azt javasolta, hogy a játékost a lakástulajdonosok életminőségi élménye alapján értékeljék. Az ötletet nehéz volt eladni az EA-nek, mivel a Maxis alkalmazottainak már 40%-át elbocsátották.
Amikor Wright elvitte az ötletét a Maxis igazgatótanácsának, Jeff Braun elmondta: "A tanács ránézett a The Simsre, és azt mondta: "Mi ez? Interaktív babaházat akar csinálni? A fickónak elment az esze."" A Maxis kevés támogatást vagy finanszírozást adott a játékhoz. Az EA azonban lelkesebb volt. Steven Levy írta: "Wright játékai annyira különböztek az EA egyéb kiadványaitól, hogy nehéz volt elképzelni, hogy a kettő egy vállalkozásban egyesüljön."" A SimCity sikere azonban már erős márkává tette a Simet, és az EA, amely ekkorra, tizenöt évvel az alapítása után, már Procter & Gamble stílusú márkamenedzsment céggé vált, előre látta a Sim franchise kiépítésének lehetőségét.
Az EA 2000 februárjában adta ki a The Sims című játékot, amely akkoriban Wright legnagyobb sikere lett. Végül megelőzte a Mystet, mint minden idők legkelendőbb számítógépes játéka, és számos bővítményt és más játékot szült. Megtervezte a játék masszívan többjátékos változatát, a The Sims Online-t, amely nem volt olyan népszerű, mint az eredeti. 2006 novemberére a Sims franchise több mint egymilliárd dollárt hozott az EA-nek.
2005. március 11-én a Game Developers Conference-en tartott előadásában Wright bejelentette legújabb játékát, a Spore-t. A játékon folyó munkát arra használta fel, hogy bemutassa azokat a módszereket, amelyekkel csökkenthető a játékfejlesztők által létrehozandó tartalom mennyisége. Wright reméli, hogy másokat is arra inspirál, hogy vállaljanak kockázatot a játékkészítésben.
Az interaktív tervezéssel kapcsolatos elméleteiről Wright azt mondta:

„Mindig is nagyon élveztem az alkotást. Bármiből. Gyerekkoromban a modellezéssel kezdődött, a makettek építésével. Amikor megjelentek a számítógépek, elkezdtem programozni tanulni, és rájöttem, hogy a számítógép egy nagyszerű eszköz arra, hogy dolgokat, modelleket, dinamikus modelleket és viselkedéseket készítsek, nem csak statikus modelleket. Azt hiszem, amikor elkezdtem játékokkal foglalkozni, ezt a következő lépésre, a játékosra is át akartam vinni, hogy a játékosnak adjunk egy eszközt, amivel létrehozhat dolgokat. És aztán adsz nekik egy kis kontextust az alkotáshoz. Tudod, mi ez, milyen világban él, mi a célja? Mit akarsz elérni ezzel a dologgal, amit létrehozol? Hogy a játékos tényleg a tervező szerepébe kerüljön. A világ pedig reagál az ő tervezésükre. Tehát terveznek valamit, amire a számítógépen belüli kis világ reagál. Aztán újra kell vizsgálniuk a tervezést, és újra kell tervezniük, vagy le kell rombolniuk, és egy másikat kell építeniük, bármi is legyen az. Szóval azt hiszem, ami igazán vonz az interaktív szórakoztatásban, és amire próbálok összpontosítani, az az, hogy lehetővé tegyem a játékos kreativitását. Elég nagy megoldási teret adok nekik a játékon belüli problémamegoldáshoz. A játék tehát ezt a problémás tájat képviseli. A legtöbb játéknak kicsi a megoldási terepe, tehát csak egy lehetséges megoldás van, és csak egyféleképpen lehet megoldani. Más játékok, a kreatívabb játékok sokkal nagyobb megoldási térrel rendelkeznek, így potenciálisan úgy oldhatod meg ezt a problémát, ahogy senki más nem tudta. Ha megoldást építesz, akkor az, hogy milyen nagy ez a megoldási tér, sokkal erősebb empátiát ad a játékosnak. Ha tudják, hogy amit csináltak, az csak rájuk jellemző, akkor sokkal jobban törődnek vele. Azt hiszem, én inkább ebbe az irányba hajlok.”

Wright elmondta, hogy szerinte a szimulációkat, mint játékokat, fel lehet használni az oktatás javítására azáltal, hogy megtanítják a gyerekeket tanulni. Saját szavaival élve:

„A probléma az oktatási rendszerünkkel az, hogy egyfajta szűk, redukcionista, arisztotelészi megközelítést alkalmazunk a tanulással kapcsolatban. Nem arra tervezték, hogy komplex rendszerekkel kísérletezzünk, és intuitív módon navigáljunk bennük, amire a játékok tanítanak. Nem igazán a kudarcra tervezték, amire szintén a játékok tanítanak. Úgy értem, szerintem a kudarc jobb tanár, mint a siker. Kipróbálás és tévedés, a dolgok fejben történő visszafejtése - az összes mód, ahogy a gyerekek a játékokkal interakcióba lépnek - ez az a fajta gondolkodásmód, amit az iskoláknak tanítaniuk kellene. És azt állítom, hogy ahogy a világ egyre összetettebbé válik, és ahogy az eredmények egyre kevésbé a sikerről vagy a kudarcról szólnak, a játékok jobban felkészítenek. Az oktatási rendszer előbb-utóbb fel fogja ezt ismerni. Kezdődik. Olyan tanárok lépnek be a rendszerbe, akik játékokon nőttek fel. Ők a játékok segítségével akarnak majd kapcsolatba lépni a gyerekekkel.”

## Játékok
- Raid on Bungeling Bay (1984)
- SimCity (1989)
- SimEarth (1990)
- SimAnt (1991)
- SimLife (1992)
- SimCity 2000 (1993)
- SimCopter (1996)
- The Sims (2000)
- The Sims Online (2002)
- Spore (2008)
- Spore Creature Creator (2008)
- Proxi (TBA)

### Audio/Video
- Presentation at SDForum, Lessons from Game Design, November 20, 2003 (audio)
- Presentation at Accelerating Change 2004, Sculpting Possibility Space, November 7, 2004 (audio only)
- Keynote at the Game Developers Conference, August 31, 2005 (view video after registration)
- Interview with the BBC, User-generated future for gaming, May 19, 2006
- Presentation Archiválva 2008. szeptember 21-i dátummal a Wayback Machine-ben at the Long Now Foundation with Brian Eno, Play With Time, June 26, 2006
- Interview on the Colbert Report, talking about Spore, December 5, 2006
- Presentation at TED, Spore, birth of a game, March 2007
- Presentation at the Inventing the Future of Games Symposium, Reality, Perception, and Culture, April 15, 2011